# Ergasilus clupeidarum
Ergasilus clupeidarum är en kräftdjursart som beskrevs av S. K. Johnson och W. A. Rogers 1972. Ergasilus clupeidarum ingår i släktet Ergasilus och familjen Ergasilidae. Inga underarter finns listade i Catalogue of Life.